# Music (песен)
Music (на български: Музика) е песен на американската певица и текстописка Мадона и първи сингъл от осмия ѝ студиен албум, носещ същото заглавие и е издадена на 21 август 2000 г. от Maverick Records. Песента е реализирана също и като DVD сингъл, дебют за певицата в този формат. Получава номинация от наградите „Грами“ за „Запис на годината“ за 2001 г.

## Информация за песента
На 27 май 2000 г. нелегално копие на песента се появява в интернет. За няколко дни се разпространява в киберпространството чрез форуми и Напстър (Napster). Лиз Розенбърг, говорителката на Мадона, заявява, че това е работен материал, който е бил откраднат. В отговор на музикалното пиратство, Мадона, заедно с други музикални звезди, сред които хип-хоп изпълнителят Д-р Дре и барабанистът на Металика Ларс Улрих, участва в кампания срещу Напстър.

## Представяне в класациите
Песента бързо се изстрелва по върховете на класациите. Застава на номер едно в САЩ, Обединеното Кралство, Канада, Австралия, Италия, Южна Африка и Аржентина. Песента се превръща в дванадесетия номер едно на Мадона в Америка. С това Мадона става втората певица след Джанет Джаксън, която има номер едно сингли през 80-те, 90-те и 2000 г. В крайна сметка песента добива платинен статус и е един от най-добре продаваните ѝ сингли. Това е първият ѝ номер едно сингъл от 1995 г. насам. Тогава това е песента Take a Bow. Music се превръща в най-добре продаваният сингъл за 2000 г.
Попитани от списание Q, феновете ѝ поставят песента на 2-ро място сред нейните Топ 20 песни.